# Saga Vanninen
Saga Vanninen (Tampere, 4 maggio 2003) è una multiplista finlandese.

## Progressione

### Eptathlon
| Stagione | Punteggio | Luogo   | Data      | Rank. Mond. |
| -------- | --------- | ------- | --------- | ----------- |
| 2023     | 6 391 p.  | Götzis  | 28-5-2022 |             |
| 2022     | 6 193 p.  | Oulu    | 26-6-2022 | 20ª         |
| 2021     | 6271 p.   | Tallinn | 16-7-2021 | 27ª         |
| 2020     | 5 861 p.  | Turku   | 16-8-2020 | 27ª         |

### Pentathlon
| Stagione | Punteggio | Luogo   | Data     | Rank. Mond. |
| -------- | --------- | ------- | -------- | ----------- |
| 2022/23  | 4 541 p.  | Tallinn | 5-2-2023 |             |

## Palmarès
| Anno | Manifestazione                | Sede      | Evento            | Risultato | Prestazione | Note                                                    |
| ---- | ----------------------------- | --------- | ----------------- | --------- | ----------- | ------------------------------------------------------- |
| 2018 | Nordici U18 di prove multiple | Uppsala   | Eptathlon allieve | Argento   | 5 772 p.    |                                                         |
| 2021 | Europei U20                   | Tallinn   | Eptathlon         | Oro       | 6 271 p.    | Miglior prestazione nazionale under 20                  |
| 2021 | Mondiali U20                  | Nairobi   | Eptathlon         | Oro       | 5 997 p.    |                                                         |
| 2022 | Mondiali U20                  | Cali      | Eptathlon         | Oro       | 6 084 p.    |                                                         |
| 2022 | Europei                       | Monaco    | Eptathlon         | 10ª       | 6 045 p.    |                                                         |
| 2023 | Europei indoor                | Istanbul  | Pentathlon        | 7ª        | 4 440 p.    |                                                         |
| 2023 | Europei U23                   | Espoo     | Salto in lungo    | 15ª (q)   | 6,19 m      |                                                         |
| 2023 | Europei U23                   | Espoo     | Eptathlon         | Oro       | 6 317 p.    |                                                         |
| 2023 | Mondiali                      | Budapest  | Eptathlon         | 9ª        | 6289 p.     |                                                         |
| 2024 | Mondiali indoor               | Glasgow   | Pentathlon        | Argento   | 4677 p.     | Record nazionale                                        |
| 2024 | Europei                       | Roma      | Eptathlon         | dnf       | dnf         |                                                         |
| 2024 | Giochi olimpici               | Parigi    | Eptathlon         | 15ª       | 6163 p.     | Miglior prestazione personale stagionale                |
| 2025 | Europei indoor                | Apeldoorn | Pentathlon        | Oro       | 4922 p.     | Record nazionale · Miglior prestazione europea under 23 |
| 2025 | Mondiali indoor               | Nanchino  | Pentathlon        | Oro       | 4821 p.     |                                                         |
| 2025 | Europei U23                   | Bergen    | Eptathlon         | Oro       | 6563 p.     | Record nazionale · Record dei campionati                |

## Campionati nazionali
- 1 volta campionessa finlandese under 20 del getto del peso indoor (2021)
- 1 volta campionessa finlandese under 18 dei 100 metri ostacoli (2020)
- 1 volta campionessa finlandese under 18 del salto in alto (2020)
- 1 volta campionessa finlandese under 18 del getto del peso (2020)
- 2 volte campionessa finlandese under 18 dell'eptathlon allieve (2019, 2020)
- 1 volta campionessa finlandese under 18 dei 60 metri ostacoli indoor (2020)
- 1 volta campionessa finlandese under 18 del salto in lungo indoor (2020)
- 1 volta campionessa finlandese under 18 del getto del peso indoor (2020)
- 2 volte campionessa finlandese under 18 del pentathlon allieve indoor (2019, 2020)

2018
- Oro ai campionati finlandesi under 18, salto in lungo - 5,69 m

2019
- 5ª ai campionati finlandesi under 18 indoor, 60 m hs (76,2 cm) - 8"53
- Argento ai campionati finlandesi under 18 indoor, salto in alto - 1,66 m
- 6ª ai campionati finlandesi under 18 indoor, getto del peso (3 kg) - 13,82 m
- Oro ai campionati finlandesi under 18 indoor, pentathlon allieve - 3 934 p.
- Oro ai campionati finlandesi under 18, eptathlon allieve - 5 586 p.

2020
- 5ª ai campionati finlandesi assoluti indoor, 60 m hs - 8"48
- Oro ai campionati finlandesi under 18 indoor, 60 m hs (76,2 cm) - 8"25
- Oro ai campionati finlandesi under 18 indoor, salto in lungo - 5,88 m
- Oro ai campionati finlandesi under 18 indoor, getto del peso - 16,60 m
- Oro ai campionati finlandesi under 18 indoor, pentathlon allieve - 4 224 p.
- Oro ai campionati finlandesi under 18, 100 m hs (76,2 cm) - 13"57
- Oro ai campionati finlandesi under 18, salto in alto - 1,68 m
- Oro ai campionati finlandesi under 18, getto del peso - 16,13 m
- Argento ai campionati finlandesi assoluti, eptathlon - 5 861 p.
- Oro ai campionati finlandesi under 18, eptathlon allieve - 5 374 p.

2021
- Bronzo ai campionati finlandesi under 20 indoor, salto in alto - 1,65 m
- 7ª ai campionati finlandesi under 20 indoor, salto in lungo - 5,70 m
- Oro ai campionati finlandesi under 20 indoor, getto del peso - 14,78 m
- 4ª ai campionati finlandesi assoluti, getto del peso - 14,86 m

## Altre competizioni internazionali
2019
- 6ª in First League in Coppa Europa di prove multiple ( Ribeira Brava), eptathlon - 5 449 p.
- Oro al Festival olimpico della gioventù europea ( Baku), eptathlon allieve - 5 913 p.